# Jerte (kommunhuvudort)
Jerte är en kommunhuvudort i Spanien.   Den ligger i provinsen Provincia de Cáceres och regionen Extremadura, i den centrala delen av landet, 170 km väster om huvudstaden Madrid. Jerte ligger 612 meter över havet och antalet invånare är 1 312.
Terrängen runt Jerte är bergig åt nordväst, men åt sydost är den kuperad. Jerte ligger nere i en dal. Runt Jerte är det ganska tätbefolkat, med 60 invånare per kvadratkilometer. Närmaste större samhälle är Jaraíz de la Vera, 18,1 km söder om Jerte. 